# Euproctis rana
Euproctis rana är en fjärilsart som beskrevs av Moore 1865. Euproctis rana ingår i släktet Euproctis och familjen tofsspinnare. Inga underarter finns listade i Catalogue of Life.